# Polyine

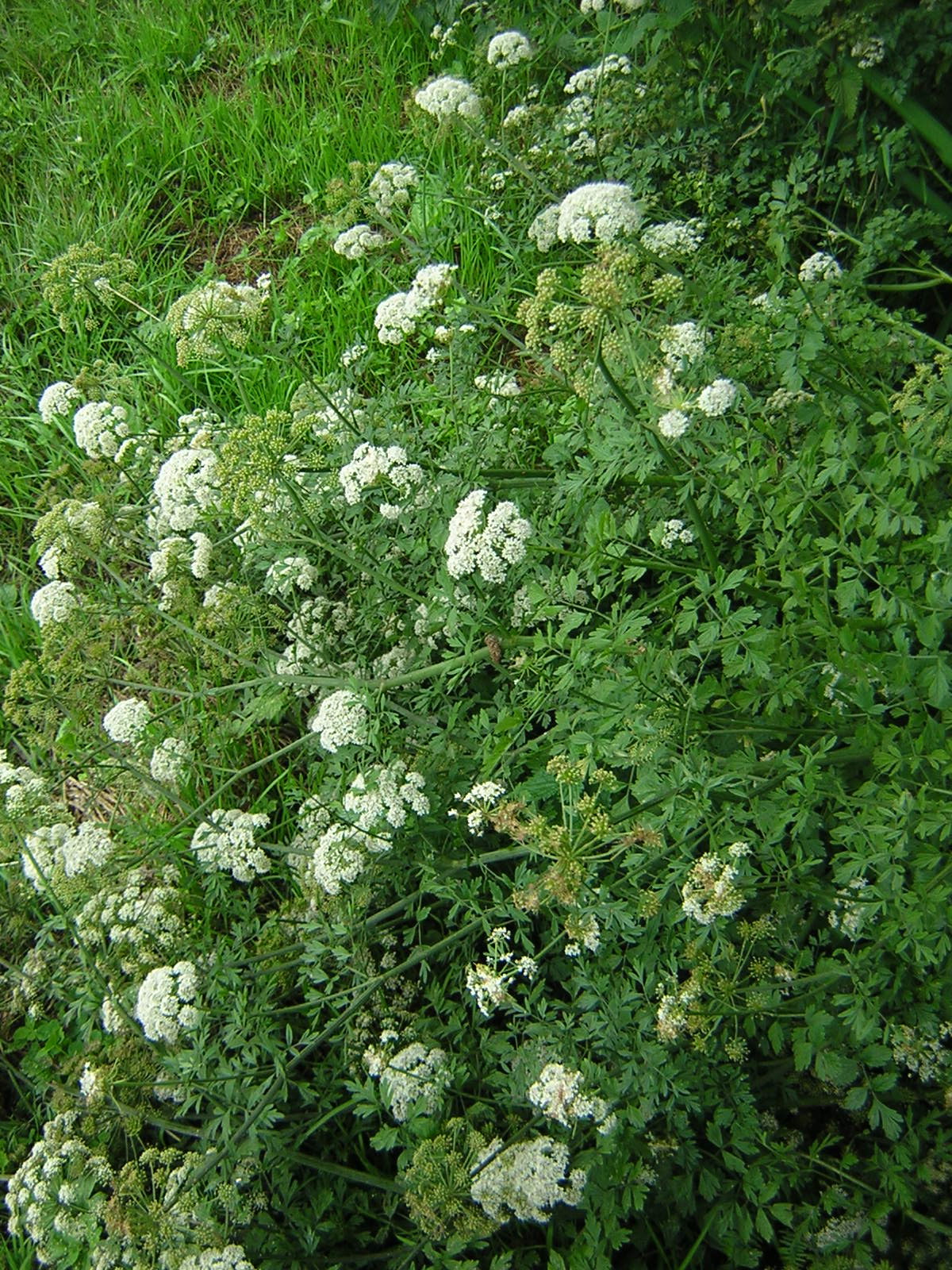
Safranrebendolde (Oenanthe crocata) enthält ein Polyin

Polyine sind organische Verbindungen mit mehreren Kohlenstoff-Kohlenstoff-Dreifachbindungen, analog zu den Polyenen mit mehreren C=C-Doppelbindungen. Im engeren Sinn werden damit aliphatische, unverzweigte Kohlenwasserstoffe mit mehreren Dreifachbindungen bezeichnet.
In der Atmosphäre des Saturnmondes Titan entstehen Polyine, die Ultraviolettstrahlung abschirmen.
In Pflanzen treten Polyine besonders in den Familien Korbblütler und Doldenblütler auf. Inzwischen sind weit über 1000 natürlich vorkommende Polyine isoliert aus Pflanzen, Kulturen höherer Pilze, Bakterien, Meeresschwämmen und Korallen bekannt.
Der einfachste Vertreter der Polyine ist Diacetylen (Butadiin). Auch Hexatriin und Octatetrain sind Vertreter der Gruppe der Polyine. Moleküle mit bis etwa 12 Ethin-Einheiten sind stabil, bei Komplexierung der Molekülenden können auch Polyine mit 14 Ethin-Einheiten isoliert werden.
Synthetisch sind Diine mittels Glaser-Kupplung zugänglich: